# Blonde Inspiration
Pour plus de détails, voir Fiche technique et Distribution.
Blonde Inspiration est un film américain réalisé par Busby Berkeley, sorti en 1941.

## Synopsis
L'écrivain occidental en herbe Jonathan déménage à New York pour essayer de vendre son travail. Après de nombreuses portes closes, il rencontre l'éditeur sans scrupules du magazine pulp Hendricks, qui est profondément endetté et le considère comme une source de matériel gratuit, surtout après que l'écrivain régulier Dusty refuse de travailler sans recevoir l'argent qui lui est dû. La secrétaire de Hendricks, Margie, se sent mal pour la tromperie mais accepte de garder son propre emploi. D'autres catastrophes, à la fois artistiques et romantiques, s'ensuivent avant que tout ne s'arrange.

## Fiche technique
- Titre : Blonde Inspiration
- Réalisation : Busby Berkeley
- Scénario : Marion Parsonnet d'après la pièce Four Cents a Word de John Cecil Holm
- Direction artistique : Cedric Gibbons
- Photographie : Oliver T. Marsh et Sidney Wagner
- Montage : Gene Ruggiero
- Musique : Bronisław Kaper
- Société de production : Metro-Goldwyn-Mayer
- Pays de production : États-Unis
- Format : Noir et blanc - 1,37:1 - Mono
- Genre : Comédie dramatique
- Format : 72 minutes
- Dates de sortie :
  - États-Unis : 7 février 1941
  - Royaume-Uni : 12 mai 1941
  - Mexique : 21 mars 1942

## Distribution
- John Shelton : Jonathan Briggs
- Virginia Grey : Margie Blake
- Albert Dekker : Phil Hendricks
- Charles Butterworth : 'Bittsy' Conway
- Donald Meek : 'Dusty' King
- Reginald Owen : Reginald
- Alma Kruger : Victoria
- Marion Martin : Wanda
- George Lessey : C. V. Hutchins